# Хамза Чатакович
Хамза Чатакович е босненски футболист, атакуващ полузащитник / нападател.

## Професионална кариера
Юноша на Младост Полйе Цазин, Босна и Херцеговина. През 2014 преминава в школата на Крайина Цазин и остава там до 1 юли 2015, когато акостира в школата на Сараево. 
На 4 ноември 2015 дебютира за първия състав срещу Славия Сараево, а на 20 март 2016 вкарва и първото си попадение за тима отново срещу същия съперник. Изиграва общо 4 мача с 1 гол за първия състав и кариерата му е забавена от тежка контузия извадила го от игра за няколко месеца. На 24 януари 2017 е даден под наем на Тренчин Словакия, а през юни 2017 е закупен от тима. Дебютира с гол на 29 юни 2017 в мач от Лига Европа срещу Торпедо Кутаиси, Грузия. 
Записва 4 сезона за словаците със следните резултати: сезон 2017/18 играе 29 мача с 10 гола; сезон 2018/19 има 40 мача с 16 гола; сезон 2019/20 има 31 мача с 12 гола; сезон 2020/21 има 31 мача с 13 гола. Така закръгля сметката си на 131 мача за тима с 51 гола. На 12 юни 2021 слага подпис под договор с ЦСКА.
Изиграва 2 мача за националния отбор на Босна и Херциговина до 19 години и 3 мача с 1 гол за националния отбор на Босна и Херциговина до 21 години.